# Tres de Mayo (Paraguay)
Tres de Mayo es un municipio de Paraguay situado al sur del departamento de Caazapá. Antiguamente formaba parte del distrito de Yuty, pero en 2012 fue elevado a la categoría de municipio. Cuenta con una superficie total de 743,25 km² y una población de 12 923 habitantes según datos oficiales del censo paraguayo de 2022.

## Geografía

### Ubicación
Tres de mayo está situado al sur del Departamento de Caazapá, República del Paraguay.
Cuenta con una superficie total de 743,25 km². Se encuentra a 270 Km de la capital del país Asunción y a 68 Km de la capital Departamental, la ciudad de Caazapá.

### Fronteras
Limita al norte con el Distrito de Buena Vista (Paraguay) y Caazapá la capital del departamento; al este con el Distrito de San Juan Nepomuceno; al sur con los Distritos de Alto Verá, San Pedro del Paraná (departamento de Itapúa); al Oeste el distrito de Yuty.  

### Localidades
La zona rural del distrito de Tres de Mayo se divide en las siguientes compañías:  
- 3 de Mayo
- Argaña kue
- Asentamiento San Antonio
- Asentamiento Santa Rita
- Ayala kue
- Buena Vista
- Cañada San José
- Cerrito
- Cerro Yvu
- Dolores
- Gasory
- Jerovia
- Ka’a Karapã
- Kapi’itindy
- Kuarahy Resẽ
- Lima
- Lomita
- Nueva Colonia
- Potrero Anteojo
- Potrero Yvate
- Rincón
- San Francisco
- Santa Úrsula
- Sargento Potrero
- Tatukua
- Tupilandia
- Unión Agrícola
- Vera Kue
- Yataity
- Ytororo

## Economía
La economía del municipio se basa fundamentalmente en la agricultura y la  ganadería. Se cultivan soja, maíz, incluso canola entre los productores empresariales; sésamo,yuca (conocido en Paraguay con el nombre de Mandioca, Mandi'o en el Idioma guaraní), maíz y legumbres principalmente entre los productores de agricultura familiar.
La ganadería lo forman los empresarios de grandes estancias y las pequeñas unidades familiares con la producción pecuaria, animales menores y de granja.

## Orografía y Suelos
En el municipio predominan las arenisca, lutita y dinamititas, depositadas en concordancia con los sedimentos de la formación de San Miguel/Pérmico, gran porción de la superficie con tierra roja. Tiene planicies se alternan con suaves lomadas que no pasan los 200 m s. n. m. y se elevan hacia las serranías de San Rafael.
Dos zonas bien diferenciadas, al Noroeste, hacia el Distrito de Caazapá, la zona es más bien baja, esteros y campos de cultivos y pastizales donde se desarrollan las actividades ganaderas, al centro sureste, terrenos ondulados y elevados, tierras rojas las más productivas donde se desarrolla la agricultura empresarial, en el centro suroeste, con terrenos elevados de arenisca donde se concentra la agricultura familiar y la ganadería en las riberas de los ríos.  

## Deporte
El deporte principal y más prácticado es el distrito es el fútbol. La liga de fútbol local es Liga 3 de Mayo de Fútbol, fundada en el año 2014 un 21 de Mayo, en la misma actualmente participan un total de 14 clubes, en dos categorías mayor y juvenil. El campeón de la temporada 2024 fue el Club Sportivo Lima, que venció por 2-0 al Club Anteojo Sports en la tercera final del campeonato en cancha neutral, luego de empatar 0-0 y 1-1 en las dos anteriores, en la categoría juvenil es el Club Anteojo Sports que venció por 1-0 al Club Atlético Capiitindy en la vuelta luego de haber empatado 2-2 en la ida.
En el municipio también se encuentra la Escuela de Fútbol 3 de Mayo, que participa en el campeonato de Identidad Guaraní Zona Caazapá. Torneo organizado por la Identidad Guaraní en busca de formar personas y promover talentos y posibles jugadores para las inferiores del club Guaraní de la capital Asunción.
La Selección 3 de Mayo de Fútbol es la encarga de representar el municipio y la Liga. Esta temporada 2024 quedó eliminada en fase de grupos con tan solo 1 punto, tanto en mayores como Sub-15.
Otros deportes que se practica en el lugar son:
- Vóley
- Vóley de playa
- Futvóley (más conocido como piki)
- Baloncesto
- Fútbol sala
- Turf (hípica)

## Hidrografía
El río Tebicuary recorre de este a oeste el sur del distrito y marca una parte del límite con los distritos de Alto Verá y San Pedro del Paraná del Departamento de Itapúa.
En Tres de mayo también se encuentran otros ríos menos caudalosos y arroyos importantes como el Kabakua y el Tacuary.  

## Naturaleza, vegetación y fauna
Una rica vegetación aún se conserva en el Municipio especialmente hacia la ribera del río Tebicuary, aunque amenazada por el avance de la frontera agrícola y ganadera. Las especies vegetales que se ven en su territorio son, tajy, yvyra pyta, timbó, bambús en las orillas de los ríos. También en el paisaje se observan plantaciones de eucaliptos por efecto del crecimiento de la reforestación comercial.
Entre las especies animales más afectados se encuentran gran variedad de pájaros, perdices, aguará, armadillos monos, lagartos, carpincho y peces en los ríos del municipio.
No cuenta en sus límites con áreas protegidas, pero constituye una parte del área protegida del Parque San Rafael.

## Separación de Yuty
El 19 de abril de 2012, Tres de Mayo fue elevado a la categoría de municipio, desde ese momento Tres de Mayo sería un municipio aparte de Yuty, gobernado por sus propios indendentes.